# Васалло, Бриджит
Бригитте Васальо (исп. Brigitte Vasallo; род. 1973) — испанская писательница и антирасист, феминистка и ЛГБТ-активистка, особенно известная своей критикой гендерной исламофобии и гомонационализма, а также «защитой» полиамории в аффективных отношениях.

## Биография
Родилась в галицкой семье, которая мигрировала во Францию, а затем в Каталонию, она подтверждает свой статус «xarnego», хоть и не соответствует первоначальному значению этого термина. Она провела большую часть взрослой жизни уже в Марокко, что позволило ей приобрести представление об этноцентрическом и колониальном гегемонистском мышлении западного общества.
Бриджит регулярно сотрудничает с различными СМИ, такими как: интернет-издание «eldiario.es», радио «Catalunya Ràdio», газета «Diagonal», журналы «La Directa» и «Pikara Magazine», а также проводит многочисленные лекции. Кроме того, она является преподавателем на магистратуре факультета «Gender and Communication» в Автономном университете Барселоны.

## Работа
Работа Бриджит структурирована вокруг двух основных осей. С одной стороны, она анализирует взаимосвязь между расизмом и женоненавистничеством, особенно в том, насколько это влияет на женщин-мусульманок. В этом плане она осуждает пинквошинг или, другими словами, то, как феминизм и права ЛГБТ используются для оправдания ксенофобии, которая перестает быть самоцелью.
С другой стороны, она ценит другие способы любви, помимо традиционной моногамии, преодоление верности как способа одержимости, а любовь как ограниченное благо. Тем не менее, она также предупреждает о том, как полиаморность может быть присвоена в неолиберализме с индивидуалистической точки зрения, воспроизводя наследуемые силовые структуры и объективизации людей и их тела в качестве другого «расходного товара».

### Книги
- Pornoburka: desventuras del Raval y otras f(r)icciones contemporáneas (2013)[12][13]
- Pensamiento monógamo. Terror poliamoroso (2018)[14]